# Elliot Goldenthal
Elliot Goldenthal (New York, 2 maggio 1954) è un compositore statunitense.

## Biografia
Tra le sue opere compaiono numerosi componimenti musicali di vario tipo, tra cui colonne sonore di diversi film e documentari.
Ha scritto la colonna sonora di film come Alien³, Heat - La sfida, Michael Collins e Batman Forever, in seguito inizia una assidua collaborazione con la regista Julie Taymor, sua compagna nella vita, per la quale compone le musiche per Titus, Frida (quest'ultimo lavoro gli ha consentito di vincere sia un Golden Globe che un Oscar) e Across the Universe.

## Colonne sonore
- Cocaine Cowboys, regia di Ulli Lommel (1979)
- Black Generation, regia di Ulli Lommel (1979)
- Cimitero vivente (Pet Sematary), regia di Mary Lambert (1989)
- Drugstore Cowboy, regia di Gus Van Sant (1989)
- Giustizia criminale (Criminal Justice), regia di Andy Wolk - film TV (1990)
- L'isola dell'amore (Grand Isle), regia di Mary Lambert (1991)
- Alien³, regia di David Fincher (1992)
- Fool's Fire, regia di Julie Taymor - film TV (1992)
- Demolition Man, regia di Marco Brambilla (1993)
- Golden Gate, regia di John Madden (1993)
- Cobb, regia di Ron Shelton (1994)
- Intervista col vampiro (Interview with the Vampire: The Vampire Chronicles), regia di Neil Jordan (1994)
- Roswell, regia di Jeremy Kagan - film TV (1994)
- Heat - La sfida (Heat), regia di Michael Mann (1995)
- Batman Forever, regia di Joel Schumacher (1995)
- Genio e follia (Voices), regia di Malcolm Clarke (1995)
- Il momento di uccidere (A Time to Kill), regia di Joel Schumacher (1996)
- Michael Collins, regia di Neil Jordan (1996)
- Batman & Robin, regia di Joel Schumacher (1997)
- The Butcher Boy, regia di Neil Jordan (1997)
- Sfera (Sphere), regia di Barry Levinson (1998)
- Titus, regia di Julie Taymor (1999)
- In Dreams, regia di Neil Jordan (1999)
- Final Fantasy (Final Fantasy: The Spirits Within), regia di Hironobu Sakaguchi e Moto Sakakibara (2001)
- Frida, regia di Julie Taymor (2002)
- Triplo gioco (The Good Thief), regia di Neil Jordan (2002)
- Across the Universe, regia di Julie Taymor (2007)
- Nemico pubblico - Public Enemies (Public Enemies), regia di Michael Mann (2009)
- The Tempest, regia di Julie Taymor (2010)
- Le nostre anime di notte (Our Souls at Night), regia di Ritesh Batra (2017)
- The Glorias, regia di Julie Taymor (2020)